# إدوارد كوربيت
إدوارد كوربيت (بالإنجليزية: Edward Corbett)‏ هو رسام وفنان أمريكي، ولد في 22 أغسطس 1919 في شيكاغو في الولايات المتحدة، وتوفي في 6 يونيو 1971.